# Lumík
Lumík (někdy tribus Lemmini) je společné označení pro několik rodů hlodavců: Dicrostonyx, Lemmus, Myopus a Synaptomys.
Drobný hlodavec žijící v Arktidě a v její blízkosti, v tundrových biotopech. Spolu s hraboši a ondatrami náleží do podčeledi hrabošovitých, čeledi křečkovitých.

## Popis a rozšíření
Lumíci váží od 30 do 110 g a jsou asi 7–15 cm dlouzí. Všichni mají dlouhou, jemnou srst a velmi krátký ocásek. Jsou to býložravci, vesměs se živí listy a výhonky, travinami, především sítinami, ale také kořínky a hlízami. Stejně jako ostatním hlodavcům jim řezáky trvale dorůstají a umožňují jim tak přežít při mnohem tužší potravě, než by jinak bylo možné.
Lumíci nehibernují přes krutou severskou zimu. Zůstávají aktivní; hledají potravu hrabáním ve sněhu a spásáním trávy, kterou si předtím ukousali a uložili. Jsou povahou samotáři, stýkají se pouze v době páření, avšak, stejně jako všichni hlodavci, i oni mají vysokou rychlost reprodukce a v příznivých obdobích se mohou rychle přemnožit.

## Chování
Podobně jako ostatní hlodavci se lumíci pravidelně přemnožují a tehdy se rozbíhají do všech stran, hledajíce potravu a úkryt, jež jim jejich dosavadní prostředí již nemůže poskytnout. Lumík norský a lumík sibiřský představují dva druhy obratlovců, kteří se rozmnožují tak rychle, že jejich stavy nerostou lineárně až k nosné kapacitě, ani pravidelně neoscilují, nýbrž podléhají chaotické fluktuaci. Není známo, proč populace lumíků prodělává tak velké výkyvy přibližně každé čtyři roky, po nichž jejich stavy klesají téměř k vyhynutí. Chováním a vzhledem se lumíci značně liší od jiných hlodavců, kteří jsou zbarveni nenápadně a snaží se ukrýt před predátory. Lumíci jsou naopak zbarveni nápadně a chovají se agresivně k predátorům včetně lidských pozorovatelů. Obranný systém lumíků je zřejmě založen na aposematismu (varovném signálu).
Po mnoho let se věřilo, že stavy lumíků se mění v rámci populačních cyklů, současné poznatky však naznačují, že změny ve stavech populace lumíků mohou být spíše ovlivněny populacemi jejich predátorů, zejména hranostaje.
Zimu přežívají v norách vyhloubených ve sněhu, který jim tvoří izolační vrstvu a chrání je před predátory. Aby se jim ve sněhu lépe hrabalo, narůstají jim na předních tlapkách delší lopatkovité drápky.

## Mýty a mylné představy

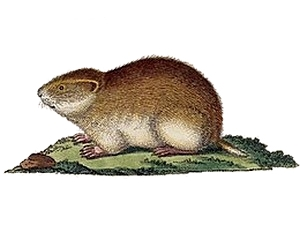
Lumík sibiřský (Lemmus sibiricus)

Mylné představy o lumících trvají několik staletí. Ve 30. letech 16. století geograf Zeigler ze Štrasburku předložil teorii, že lumíci padají během bouřek z oblohy a pak náhle umírají, když na jaře roste tráva. Této teorii odporoval přírodovědec Ole Worm, který připustil, že lumíci mohou padat z nebe, tvrdil však, že se nerodí samoplozením, nýbrž je přináší vítr. Worm jako první publikoval pitvu lumíka a dokázal, že lumíci jsou anatomicky podobní ostatním hlodavcům., např. hrabošům a křečkům, a Carl Linné prokázal jejich přirozený původ.
Mnoho lidí se domnívá, že se lumíci při migraci dopouštějí masových sebevražd. To však není pravda. Mýtus masových sebevražd u lumíků je starý několik století a byl popularizován řadou faktorů.
Lumíci jsou hnáni silným biologickým nutkáním a zvýší-li se výrazně hustota jejich populace, začnou migrovat ve velkých skupinách. Lumíci umějí plavat: mohou se tedy ve snaze najít nové působiště odhodlat přeplavat řeku či jezero. Je-li vodní překážkou oceán nebo je prostě nad jejich síly, mnoho lumíků utone. Nevysvětlené fluktuace v populacích lumíků norských a jistý sémantický zmatek (sebevražda nejen jako vědomé rozhodnutí, ale také jako projev šílenství) napomohly vzniku populárního stereotypu o sebevražedných lumících, zejména když takové chování ukázal filmový dokument Walta Disneyho (viz níže). Blud je však starší: objevuje se již v srpnovém čísle (1877) časopisu Popular Science Monthly.
V červnu 2019 český prezident Miloš Zeman v pořadu Týden s prezidentem na TV Barrandov prohlásil, že „lumíci jsou dílem motýli, dílem brouci, podle stádia vývoje, a trpí sebevražedným komplexem, když se vrhají do moře, kde utonou, protože neumějí plavat.“

### Mýty v umění
V roce 1955 nakreslil Carl Barks dobrodružný komiks s názvem Lumík s přívěskem. Tento komiks, který byl inspirován článkem v National Geographic z roku 1954, ukázal lumíky vrhající se hromadně z norských útesů.
Ještě větší vliv na dotvoření tohoto mýtu měl Disneyho film z roku 1958 s názvem Bílá divočina, v kterém se zdá, že stopáž ukazuje masové sebevraždy lumíků. Celá sekvence „masové migrace“ a údajné sebevraždy je falšovaná a nafilmovaná výlučně s lumíky z domácího chovu. Z několika desítek lumíků odkoupených od dětí Inuitů vytvořila kamera iluzi masové migrace. Pro samotnou scénu sebevraždy byli lumíci dopraveni na převislý útes na břehu řeky a nahnáni přes převis. Tento film vyhrál Oscara jako nejlepší dokumentární film.
Arthur C. Clarke v povídce Posedlí vysvětluje chování lumíků jako pozůstatek vlivu mimozemské parazitické entity, která je před miliony let chybně zvolila jako hostitelský druh s největším vývojovým potenciálem.
Narážky na sebevražedné sklony lumíků se objevily i v britském sitcomu Červený trpaslík. Vysoce ambiciózní, ale neustále neúspěšný člen posádky Arnold Rimmer strávil den na lince důvěry, nicméně všechny hovory s ním skončily sebevraždou skokem z okna. A to i včetně toho, který se na linku důvěry dovolal omylem. Celá sekvence o lince důvěry končí slovy: „Den lumíků tomu říkali“ (v originále „Lemming Sunday, they called it“).
Terry Pratchett popisuje v knize Soudné sestry ze série Úžasná Zeměplocha zvířátko "skvrnostaj", které je "mnohem opatrnější příbuzný lumíka - vrhá se jedině přes malé oblázky." 
Pro asociaci s tímto zvláštním chováním, je sebevražda lumíků často užívaná jako metafora v souvislosti s lidmi, kteří přijímají nekriticky všeobecný názor s možnými nebezpečnými nebo fatálními následky. To je také téma videohry Lemmings, ve které se hráč pokouší zachránit bezhlavě pochodující panáčky od cesty za smrtí. V angličtině i němčině je lumík (lemming/Lemming) synonymem pro člověka nepřemýšlejícího samostatně, ale stádně (česky ovce).

## Zajímavosti
Na konci roku 2019 byl oznámen objev skvěle zachované fosilní "mumie" lumíka, uloženého po dobu 41 000 let v sibiřském permafrostu. Jedná se o zatím nejstarší známou fosilii lumíka v takto dobrém stavu dochování.

## Druhy lumíků
- lumík norský (Lemmus lemmus)
- lumík hnědý[zdroj?] (Lemmus trimucronatus)
- lumík sibiřský (Lemmus sibiricus)
- lumík grónský (Dicrostonyx groenlandicus)